# Злодій (фільм, 1980)
«Злодій» («Il ladrone») — італійська кінокомедія 1980 року, знята режисером Паскуале Феста Кампаніле, з Енріко Монтезано і Едвіж Фенек у головних ролях.

## Сюжет
Історія про Калеба (Монтезано), шляхетного розбійника. Галілеянин, син повії, він промишляє крадіжками та шахрайством. Калеб опанував своє ремесло в такій досконалості, що багато хто приймає його за мага. Ставши свідком див, які чинить Ісус, Калеб вбачає у них лише спритні маніпуляції, а в Христі бачить небезпечного конкурента. Однак йому так і не вдається викрити суперника.
Калеб стає коханцем дружини римського намісника, закохується в повію Дебору (Фенек), зцілену Ісусом від прокази. Історія закінчується арештом Калеба за скоєну ним колись крадіжку. Калеба ув'язнюють і засуджують до розп'яття разом з Ісусом, який обіцяє йому Рай. Калеб дякує Христу і відповідає йому: «Тільки після тебе».

## У ролях
- Енріко Монтезано: Калеб
- Едвіж Фенек: Дебора
- Бернадетт Лафон: Апула
- Клаудіо Кассінеллі: Ісус
- Енцо Робутті: центуріон
- Сусанна Мартінкова: Марта
- Анна Орсо: Марія
- Даніель Варгас: губернатор Руфо
- Сара Франкетті: Магдаліна
- Стефанія Д'Амаріо: Рейчел
- Ауретта Гей: дівчина з публічного будинку

## Знімальна група
- Режисер: Паскуале Феста Кампаніле
- Сценарій: Паскуале Феста Кампаніле, Ренато Гйотто, Оттавіо Джемма, Сантіно Спарта, Стефано Убеціо
- Продюсери: Фульвіо Лучізано, Франко Десіато, Лео Пескароло, Тарек Бен Аммар
- Оператор: Альберто Галлітті
- Художник: Енріко Фіорентіні
- Композитор: Енніо Морріконе
- Костюми: Маріо Карліні
- Грим: Франко Шйоппа